# Ingmar Brantsch
Ingmar Brantsch (n. 30 octombrie 1940, Brașov – d. 31 octombrie 2013, Köln) a fost un scriitor și poet de limba germană, originar din România.
Între 1957 și 1962 a urmat studii de germanistică, romanistică și slavistică la Universitatea din București. Apoi, între 1962–1964 a lucrat ca redactor și bibliotecar la Brașov, iar între 1964 și 1970 ca profesor de gimnaziu, tot la Brașov.
A fost membru al Uniunii Scriitorilor din România.
În anul 1970 a emigrat în Germania, unde a studiat limba germană, filozofia, religia evanghelică și pedagogia, la universitățile din Köln și Bonn.
După stabilirea în Germania, a devenit membru al Uniunii Scriitorilor din Germania.
Începând cu anul 1976 a devenit profesor de gimnaziu la Gummersbach, pentru ca din 1987 să lucreze ca profesor (Studienrat) la gimnaziul seral din Köln, unde a predat limba germană, istoria, religia/etica, filosofia și filosofia practică, până la pensionare, în 2012.
Și-a făcut un crez din munca de profesor de germană și istorie la gimnaziul seral din Köln și, mai ales, la secția acestuia care funcționează în penitenciarul Köln-Ossendorf, unde "deținuți doritori de resocializare" au absolvit studiile liceale și au dat bacalaureatul. Experiențele trăite în această ipostază, le-a materializat în cartea sa Goethe und Heine hinter Gittern. Vom Häftling zum Lehrer im Knast (Goethe și Heine după gratii. De la deținut la profesor în pușcărie), publicată în 2004.
Ca o apreciere a operei sale și a rolului jucat în viața orașului Köln, în anul 2012, a fost inclus în lucrarea „Cei cu adevărat importanți 100 de oameni din Köln”, publicată de jurnalistul Andreas Kersting.
La decesul său din 31 octombrie 2013, familia sa a ales ca epitaf unul din aforismele scrise de el:
„Das Wasser fließt dorthin, wo es keinen Widerstand gibt. Deshalb geht ohne Widerstand alles den Bach runter.“
(Apa curge într-acolo unde nu i se opune rezistență. De aceea, fără a se opune rezistență, toate se duc de râpă).

## Scrieri
Publicate în România:
- Deutung des Sommers (versuri), Editura pentru literatură, București (1967)

Publicate în Germania:
- Neue Heimat BRD / oder Spätheimkehrer nach 1000 Jahre (versuri), Editura Gauke (1983)
- Karnevalsdemokratie oder Eulenspiegel der einsame Rebell (proză), Editura R.G. Fischer, Frankfurt (1985)
- Mozart und das Maschinengewehr - Alternativroman in 11 Antisalven und anderes Ausgewogenes (proză), 124 pagini, Editura R.G. Fischer, Frankfurt (1987) ISBN 3883236608 ; ISBN 97838832366
- Das Leben der Ungarndeutschen nach dem Zweiten Weltkrieg im Spiegel ihrer Dichtung, Wien (1995)
- Das Leben der Rußlanddeutschen nach dem Zweiten Weltkrieg im Spiegel ihres Schrifttums, Wien (1999)
- Goethe und Heine hinter Gittern  (proză), Vechta 2004, Editura Geest (2005)
- Pisastudie getürkt (proză), Vechta, (2006)
- Das Weiterleben der rumäniendeutschen Literatur nach dem Umbruch (proză), Vechta, (2007)
- Ein 20. Jahrhundert: Gedichte (versuri), 111 pagini, Ediție retipărită, Editor Ingmar Brantsch (2007)
- Ich war kein Dissident, Ludwigsburg, (2009)
- Inkorrektes über die Political Correctness, Vechta, (2009)
- Das Leben ist nicht normal - Aphorismen und Essays - Inkorrektes über die Political Correctness - Zweiter Teil, Geest-Verlag GmbH, (2012)  ISBN 10: 3866853661 / ISBN 13: 9783866853669

## Prezent în antologii
A fost inclus în antologia bilingvă Scriitori germani din România de după 1945, apărută în 2012 la Editura Curtea Veche

## Distincții
- Premiul pentru poezie al Junge Akademie Stuttgart (1968) (Pentru volumul Deutung des Sommers)
- Diploma de merit al Jungen Akademie München (1968) (Pentru volumul Deutung des Sommers)
- Premiul pentru literatură Siegburger Literaturpreis (1987)